# Lindackeria dentata
Lindackeria dentata är en tvåhjärtbladig växtart som först beskrevs av Daniel Oliver, och fick sitt nu gällande namn av Ernest Friedrich Gilg. Lindackeria dentata ingår i släktet Lindackeria och familjen Achariaceae. Inga underarter finns listade i Catalogue of Life.